# Nouvelles récréations et joyeux devis
Nouvelles récréations et joyeux devis est un recueil de contes de Bonaventure Des Périers publié en 1558.

### Éditions modernes
Bonaventure des Périers, Nouvelles récréations et joyeux devis I-XC, Paris, STFM, 1997 (ISBN 2865031713)

### Études sur l’œuvre
Bénédicte Boudou et Olivier Halévy, Bonaventure des Périers : Nouvelles récréations et joyeux devis, 320 p. (ISBN 9782350300757)